# Saint-Julien-Maumont
Saint-Julien-Maumont (okzitanisch Sent Julian Momon) ist eine französische Gemeinde im Département Corrèze in der Region Nouvelle-Aquitaine am westlichen Rand des Zentralmassivs. Sie gehört zum Arrondissement  Brive-la-Gaillarde und zum Kanton Midi Corrézien. Die Einwohner nennen sich Maumontois.

## Geografie
Tulle, die Präfektur des Départements, liegt ungefähr 40 Kilometer nördlich, Brive-la-Gaillarde etwa 24 Kilometer  nordwestlich und Beaulieu-sur-Dordogne rund 16 Kilometer südöstlich. Das Gemeindegebiet wird vom namengebenden Flüsschen Maumont durchquert.

### Nachbargemeinden
Nachbargemeinden von Saint-Julien-Maumont sind Saint-Bazile-de-Meyssac im Norden, Marcillac-la-Croze im Osten, Branceilles im Süden, Chauffour-sur-Vell im Südwesten und Westen sowie Meyssac im Westen und Nordwesten.

### Verkehr
Die Anschlussstelle 52 zur Autoroute A20 liegt etwa 22 Kilometer nordwestlich.

## Geschichte
Saint-Julien-Maumont entstand 1793 durch die Zusammenlegung der Gemeinden Saint-Julien und Maumont. Während der Revolution hieß der Ort Lime-et-Monmont. Heute ist Saint-Julien-Maumont in zwei Teile geteilt: Im Tal des Flüsschens Maumont befindet sich die alte Siedlung.
Auf dem Plateau über dem Ort steht die neue Siedlung, die vor allem von Familien bewohnt wird, die beruflich nach Meyssac oder Brive-la-Gaillarde orientiert sind.

### Wappen
Beschreibung: In Blau ein gedrückter silberner Sparren, begleitet von drei goldenen Sternen. Im rechten Obereck auf Gold sechs rote Schrägbalken.

## Bevölkerungsentwicklung
| Jahr      | 1962 | 1968 | 1975 | 1982 | 1990 | 1999 | 2007 | 2017 |
| Einwohner | 180  | 196  | 195  | 161  | 157  | 155  | 160  | 157  |